# 1995년 구정컵
1995년 구정컵은 홍콩에서 해마다 열리는 구정컵의 13번째 대회이다. 결승전에서 유고슬라비아가 대한민국을 1-0으로 꺾고 우승을 차지했다.

## 우승
| 1995년 구정컵 우승        |
| ------------------------- |
| 유고슬라비아 연방공화국   |
| 유고슬라비아 첫 번째 우승 |